# (33572) Mandolin
1999 JF32 (asteroide 33572) é um asteroide da cintura principal. Possui uma excentricidade de 0.05663040 e uma inclinação de 5.00874º.
Este asteroide foi descoberto no dia 10 de maio de 1999 por LINEAR em Socorro.